# 椭圆叶蓼
椭圆叶蓼（学名：Polygonum ellipticum）为蓼科蓼属下的一个种，分佈於西北亞和歐洲。由於其花朵美麗，被人類栽種作為園藝植物。在英格蘭北部在大齋期和復活節會採其葉片製作鹹布丁。

## 扩展阅读
維基物種上的相關：椭圆叶蓼